# Сельское поселение Ганусовское
Сельское поселение Ганусовское — упразднённое муниципальное образование (сельское поселение) в Раменском муниципальном районе Московской области России.
Административный центр — посёлок Рылеево.

## История
Образовано в ходе муниципальной реформы, в соответствии с Законом Московской области от 25.02.2005 года № 55/2005-ОЗ «О статусе и границах Раменского муниципального района и вновь образованных в его составе муниципальных образований».
4 мая 2019 года Раменский муниципальный район был упразднён, а все входившие в него городские и сельские поселения объединены в новое единое муниципальное образование — Раменский городской округ.
Глава сельского поселения — Овечкин Максим Владимирович. Адрес администрации: 140144, Московская область, Раменский район, п. Рылеево, д. 3.

## Население
| 2007  | 2008  | 2009  | 2010  | 2011  | 2012  | 2013  |
| ----- | ----- | ----- | ----- | ----- | ----- | ----- |
| 4341  | ↗4362 | ↗4410 | ↗4941 | ↗5038 | →5038 | ↗5178 |
| 2014  | 2015  | 2016  | 2017  | 2018  | 2019  |       |
| ↗5274 | ↗5298 | ↗5507 | ↗5610 | ↗5817 | ↗5907 |       |

## География
Расположено в юго-западной части Раменского района. На севере граничит с сельским поселением Константиновским, на востоке — с сельским поселением Никоновским, на юге и западе — с городским округом Домодедово. Площадь территории сельского поселения — 9469 га.

## Состав сельского поселения
В состав сельского поселения входят 19 населённых пунктов упразднённой административно-территориальной единицы — Ганусовского сельского округа:
- посёлки Ганусово, Рылеево;
- сёла Ганусово, Салтыково;
- деревни Василево, Вишняково, Воловое, Головино, Дор, Жирошкино, Залесье, Малышево, Нащекино, Нестерово, Панино, Патрикеево, Починки, Рогачево, Спас-Михнево.